# José López Rubio
José López Rubio, il cui nome completo era José Joaquín Francisco Cesáreo Caraciolo Isaac de Santa Lucía y de la Santísima Trinidad López Rubio (Motril, 13 dicembre 1903 – Madrid, 2 marzo 1996), è stato un regista, sceneggiatore, drammaturgo, umorista, storico del teatro e accademico spagnolo, della cosiddetta Generazione del '27.

## Biografia
Figlio del sindaco di Motril Joaquín López Atienza e di Magdalena Rubio Díaz, pochi mesi dopo la nascita si trasferisce a Granada, dove trascorre la sua infanzia. Si trasferisce una seconda volta con la famiglia a Madrid nel 1915, dove inizia la scuola con gli Agostiniani. Tra il dicembre del 1917 e il maggio del 1919 visse a Cuenca, dove suo padre era governatore civile e completò gli studi. Durante questo tempo, inizia a fornire contributi propri per un giornale locale. Lì istituì una Compagnia Teatrale formata da bambini, scrisse una sorta di farsa da fargli recitare e vinse un premio in un festival teatrale nel 1918.
Rientrato a Madrid, si iscrive all'Università per studiare legge, e lì incontra Enrique Jardiel Poncela, con il quale scrisse un'opera che non sarà mai pubblicata. Frequentò i Circoli del Café Platerias e quello di Ramón Gómez de la Serna nel Café Pombo, che segnerà il suo particolare umorismo con il segno dell'avanguardia che esso rappresentava: è il caso del suo unico romanzo, Roque Six, su un uomo che muore e resuscita sei volte, di estetica ramonista, considerata una delle più importanti della prosa spagnola negli anni '20. Collaborò per un buon periodo di tempo a diverse riviste illustrate umoristiche, soprattutto su Gutierrez e su Buen Humor. Comincia anche a scrivere diversi racconti per la rivista Los Lunes de El Imparcial che in seguito riunì nel suo primo libro, Cuentos inverosimiles (1924). Questo primo libro venne illustrato da alcuni massimi artisti dell'epoca, alcuni provenienti dalle avanguardie. Nello stesso tempo collaborò anche con Chiquilin, Nuevo Mundo, Pinocho, La Esfera e Blanco y Negro.
Svolse il servizio militare in artiglieria, nel Vicalvaro. In contemporanea collaborò con El Sol, La Nacion e altri periodici. Riceve il premio ABC per autori nuovi con la commedia De la noche a la mañana (1928) scritta in collaborazione con Eduardo Ugarte, messa in scena l'anno seguente al Teatro Reina Victoria, e nel medesimo anno debuttò a Buenos Aires: venne tradotta anche in inglese, italiano e portoghese e venne rappresentata anche a Londra, Milano e Lisbona. Con lo stesso collaboratore scrisse anche La casa de naipes (1930) rappresentata al Teatro Español di Madrid. Scrisse anche altre opere teatrali in collaborazione con Enrique Jardiel Ponciela ed Edgar Neville, e occasionalmente si cimentò come attore in El Mirlo Blanco.
Interruppe la sua attività teatrale per intraprendere quella cinematografica, poiché tra l'agosto del 1930 al 1935 risiedette a Hollywood, firmando un contratto con la major Metro Goldwyn Mayer come adattatore, dialoghista e traduttore delle versioni spagnole delle loro pellicole: terminato il suo contratto di un anno, passò alla Fox con un contratto stavolta quadriennale; iniziò anche l'attività di sceneggiatore, divenne amico di Charles Chaplin e incontrò Stan Laurel, Oliver Hardy e Buster Keaton. Nel 1935 inizia a viaggiare e si reca in Italia e in Francia, rientrò negli Stati Uniti nel 1937, venne assunto nuovamente dalla Fox, e passò il resto della Guerra Civile Spagnola in Messico (1938) e Cuba (1939), sempre lavorando come sceneggiatore. Rientra in Spagna nei primi mesi del 1940 per realizzare la versione cinematografica di La malquerida di Jacinto Benavente. Tra le sue sceneggiature americane si segnala la versione spagnola di El último varón sobre la tierra diretto da James Timling nel 1933. Durante gli anni quaranta scrisse su diverse riviste cinematografiche come Primer plano, Radiocinema e Cámara, scrisse e adattò numerose sceneggiature e diresse sei pellicole, tra Sucedió en Damasco (1943) a Alhucemas (1948). Collaborò anche ad ABC, Semana, La Codomiz, dimostrandosi artista multiforme.
Riprese l'attività teatrale nel 1949, con Alberto. Però sulla sua opera teatrale del dopoguerra si stacca nettamente Celos del aire che vinse nel 1950 il Premio Fastenrath dell'Accademia. Successivamente mise in scena una quindicina di opere tra il 1951 e il 1964, con l'appendice di un'ultima opera rappresentata nel 1986 ma scritta molto tempo addietro. Nel 1970 iniziò a scrivere sceneggiature per la televisione, e continuò naturalmente il lavoro di adattatore di molte pellicole straniere, tra le quali si menziona The Little Foxes di Lillian Hellman a cui diede il titolo di Como buenos hermanos.
Nel 1954 si aggiudicò il Premio Nazionale del Teatro. Nel 1983 il suo discorso inaugurale presso la Real Academia Española verteva su La Otra Generacion del '27, e venne dapprima contestato da Fernando Lazaro Carreter. Si rese poi conto che aveva spiegato estesamente come si formò quel gruppo di amici, di umoristi che incontrarono prima nel teatro, e poi alcuni di essi al cinema, un metodo espressivo che tuttavia è rimasto oscurato e quasi dimenticato da un pregiudizio critico che considera l'umorismo un genere minore. Tutti gli esponenti di quella generazione, dopo la Guerra Civile, passarono sulla rivista umoristica La Condomiz. Morì nella capitale spagnola nel 1996 a 92 anni di età. Lasciò una vastissima biblioteca specializzata nel teatro umoristico che passò al Centro di Documentazione delle Arti Sceniche dell'Andalusia, che venne inventariato e catalogato e tradotto in quattro lingue: spagnolo, francese, inglese e italiano. Al momento della morte stava lavorando a una Enciclopedia del Teatro, un compendio di tutti i diversi aspetti della tecnica scenica. Aveva raccolto migliaia di ritagli di stampa le cui informazioni aveva progettato di riunire. Riuscì a terminare due parti monografiche. Una, la Storia del Teatro a Madrid, composta da due volumi; la seconda, un Catalogo degli attori spagnoli del XIX secolo, anche questo composto da due volumi. Stava completando un Catalogo cronologico dei drammaturghi spagnoli dal 1800 al 1850 e un Annuario del Teatro che doveva includere le rappresentazioni teatrali, con critiche annesse, sia in Spagna che nel resto del mondo. Il suo fratello maggiore era l'illustratore e fumettista Francisco López Rubio.

## Opere

### Narrativa
- Cuentos inverosímiles, (Madrid: Caro Raggio, 1924).
- Roque Six (Madrid: Caro Raggio, 1927), seconda edizione: (Barcelona: Seix-Barral, 1986).

### Poesia
- Son triste, scritto a La Havana (Cuba), e pubblicato in Messico, 1939.

### Altre Opere
- La otra generación del 27. Discurso y Cartas. Madrid: Instituto Nacional de Artes Escénicas y de la Música, 2003.

### Teatro
- Alberto (1949)
- Estoy pensando en ti (1950)
- Celos del aire (1950)
- Veinte y cuarenta (1951)
- Cena de Navidad (1951)
- Una madeja de lana azul celeste (1951)
- El remedio en la memoria (1952)
- La venda en los ojos (1954)
- La otra orilla (1954)
- El caballero de Barajas (1956)
- La novia del espacio (1956)
- Un trono para Cristy (1956)
- Las manos son inocentes (1958)
- Diana está comunicando (1960)
- Esta noche tampoco (1961)
- Nunca es tarde (1964)
- La puerta del ángel, rappresentata nel 1986 ma scritta molto tempo addietro

## Filmografia

### Sceneggiatore
- La mujer X, regia di Carlos F. Borcosque (1931)
- El proceso de Mary Dugan, regia di Marcel De Sano, Gregorio Martínez Sierra (1931)
- Mamá, regia di Benito Perojo (1931)
- Mi último amor, regia di Lewis Seiler (1931)
- Marido y mujer, regia di Bert E. Sebell (1932)
- El caballero de la noche, regia di James Tinling (1932)
- Serenata, regia di José López Rubio (1932)
- El último varón sobre la tierra, regia di James Tinling (1933)
- María de la O (1936) di Francisco Elías
- Eugenia de Montijo (1944) diretta da lui.
- La luna vale un millón, (1945) di Florián Rey
- El crimen de Pepe Conde, (1946) diretta da lui.
- Alhucemas (1948) diretta da lui.
- Un trono para Cristy (1960) di Luis César Amadori
- Chantaje a un torero (1963) di Rafael Gil
- La batalla del domingo, (1963) di Luis Marquina
- Es mi hombre (1966) di Rafael Gil, adattata da Carlos Arniches.
- La mujer de otro,(1967) di Rafael Gil

### Sceneggiatore (televisione)
- Al filo de lo imposible (1970).
- Mujeres insólitas (1977)

### Regista
- Serenata (1932)
- Rosa de Francia, co-regia di Gordon Wiles (1935)
- Accadde a Damasco (Sucedió en Damasco) (1943), versione italiana di Primo Zeglio
- Eugenia de Montijo (1944)
- El crimen de Pepe Conde (1946)
- Alhucemas (1948)